# Kompleksowa Umowa Gospodarczo-Handlowa

Unia Europejska i Kanada – strony porozumienia

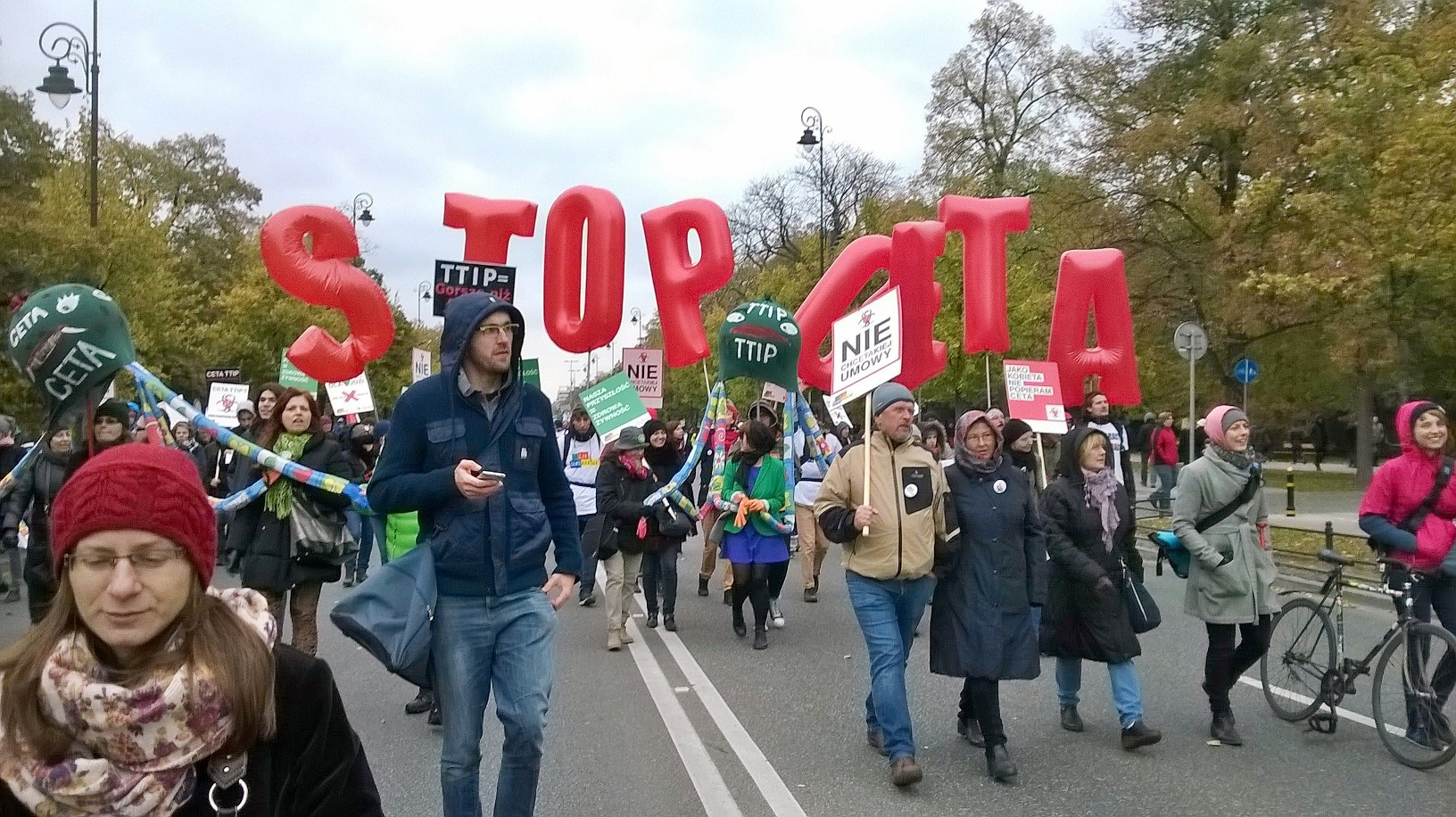
Stop CETA, demonstracja w Warszawie, 15 października 2016

Kompleksowa Umowa Gospodarczo-Handlowa (Comprehensive Economic and Trade Agreement, CETA) – umowa o wolnym handlu pomiędzy Unią Europejską a Kanadą, która razem z TTIP (umowa UE-USA) ma utworzyć transatlantycką strefę wolnego handlu (TAFTA). Docelowo umowa zniesie 98% ceł pomiędzy Kanadą a państwami UE.
Unia Europejska twierdzi, że umowa przyniesie europejskim przedsiębiorstwom oszczędności rzędu 470 mln euro rocznie na produktach przemysłowych oraz 42 miliony euro rocznie na produktach rolniczych. Umowa zapewni także obustronne uznawanie tytułów zawodowych regulowanych profesji, takich jak architekci, księgowi, czy inżynierzy oraz łatwiejsze transfery pracowników przedsiębiorstw pomiędzy UE i Kanadą. Także zapisy dotyczące ochrony praw autorskich.
Negocjacje dot. umowy wywołały fale protestów w Kanadzie i UE.
Umowa została oficjalnie podpisana przez przedstawicieli UE – Jeana-Claude Junckera i Donalda Tuska oraz premiera Kanady Justina Trudeau 30 października 2016.

## Historia
Negocjacje umowy CETA rozpoczęto w maju 2009, a zakończono 1 sierpnia 2014. Negocjacje były objęte klauzulą tajności. 14 sierpnia tekst umowy, liczący ponad 1600 stron, w wyniku przecieku został upubliczniony przez niemiecką telewizję. 26 września 2014 został oficjalnie opublikowany przez Komisję Europejską. Dokument został następnie przetłumaczony na wszystkie języki Unii Europejskiej, w tym polski. Mandat negocjacyjny, na podstawie którego Komisja Europejska negocjowała umowę, został przez nią ujawniony w grudniu 2015.

## Współpraca gospodarcza pomiędzy UE a Kanadą
Unia Europejska i Kanada mają długą historię współpracy gospodarczej. Składająca się z 28 państw członkowskich z całkowitą populacją ponad 500 milionów mieszkańców i PKB w wysokości 16,27 bilionów euro w 2015 roku, Unia Europejska jest największym rynkiem zbytu na świecie, inwestorem zagranicznym i partnerem handlowym. Jako całość, UE jest drugim pod względem wielkości partnerem handlowym Kanady. Kanada jest 12. pod względem rozmiaru wymiany handlowej partnerem gospodarczym UE.
W 2015 roku polski import produktów z Kanady wyniósł 215,5 mln euro, a eksport polskich produktów do Kanady 1117 mln euro.
Do głównych produktów importowanych przez Kanadę zalicza się: pojazdy, maszyny, elektronikę, ropę, plastiki, wyposażenie medyczne, farmaceutyki, szlachetne metale i kamienie, żelazo i produkty stalowe oraz samoloty itp. Do głównych importowanych przez Kanadę produktów rolnictwa i przemysłu spożywczego zaliczamy: wino gronowe, gotowe produkty spożywcze, produkty piekarnicze, karmę dla psów i kotów (dla sprzedaży detalicznej) oraz kawę. Głównymi produktami rolniczymi i przemysłu spożywczego eksportowanymi przez Kanadę są: pszenica (inna, niż durum), rzepak, soczewica, soja, pszenica durum.

## Ochrona inwestycji i międzynarodowe trybunały inwestor-kraj
Sekcja 4 umowy CETA (strony 158-161) zapewniają ochronę inwestycji zagranicznych i gwarantuje „uczciwe i godne traktowanie oraz pełną ochronę i bezpieczeństwo”.
CETA umożliwia zagranicznym przedsiębiorstwom (a także polskim przedsiębiorstwom w Kanadzie) pozwać państwo do sądu arbitrażowego (zwanego trybunałem arbitrażowym), jeżeli uważają, że ponieśli straty ponieważ dane państwo nie wywiązało się ze swoich zobowiązań do niedyskryminacyjnego traktowania (ang. Non Discriminatory Treatment obligations, CETA sekcja 3, s. 156 f) lub w wyniku pogwałcenia gwarantowanej ochrony inwestycji.
Licencja istnieje tylko w jednym kierunku – państwo nie może pozwać przedsiębiorstwa do trybunału polubownego.
Pomimo że będą istniały dwie instancje trybunału, będzie także możliwość anulowania decyzji trybunału, pod warunkiem że powództwo było oparte na zasadach ICSID lub uchylony, jeśli powództwo było oparte na zasadach UNCITRAL lub innych. Trybunał stawia także szereg wymogów, aby inwestor mógł wnieść pozew przeciwko państwu. Między innymi CETA stawia wymóg obowiązkowej mediacji (możliwa mediacja poprzez wideokonferencję) oraz okresu minimum 180 (a czasami – 270) dni na reakcję państwa. Pozwy przeciwko organom administracji publicznej będą rozpatrywane jedynie pod kątem zgodności z CETA, z pominięciem prawa krajowego. Według Ministerstwa Rozwoju rozstrzyganie sporów na linii państwo-inwestor w wyniku umowy CETA będzie korzystniejsze dla Polski niż obecnie, ponieważ umożliwi polskim inwestorom korzystanie z międzynarodowego arbitrażu inwestycyjnego i przyczyni się do ograniczenia ryzyka odpowiedzialności odszkodowawczej Polski z tytułu ewentualnych roszczeń inwestorów kanadyjskich.

## Krytyka
CETA, podobnie jak TTIP, spotkała się z ogromną krytyką ze strony organizacji społecznych. Główne punkty tej krytyki to:
- Zagrożenie dla miejsc pracy – według badań Tufts University na skutek wprowadzenia umowy CETA ma zniknąć 200 tys. miejsc pracy w UE, 30 tys. w Kanadzie i 80 tys. w krajach trzecich, ma także dojść do spadku płac w UE (średnio 300-1300 EUR w skali roku)[16]. Raport Austriackiej Izby Pracy podkreśla z kolei zagrożenia dla standardów pracy, wynikające z różnic między kanadyjskim a europejskim prawodawstwem (do 2017 r. Kanada nie była stroną konwencji nr 98 dotyczącej praw związkowych Międzynarodowej Organizacji Pracy)[17]. Raport zwraca także uwagę, że poza deklaracjami nt. ochrony praw pracowniczych w umowie brak jakichkolwiek narzędzi egzekucji tych deklaracji[18].
- Zagrożenie spowodowane obniżeniem i docelowo zniesieniem ceł w handlu między UE a Kanadą – dotyczy to blisko 99% ceł obecnie obowiązujących. Szczególnie podkreśla się niekorzystny wpływ takiej polityki na europejski sektor rolny. Przewiduje się, że w wyniku zwiększania bezcłowych kwot na kanadyjską wołowinę, wieprzowinę, pszenicę oraz wprowadzeniu na kukurydzę cukrową, ceny skupu dla lokalnych producentów znacznie spadną.
- Zagrożenie dla budżetów publicznych na skutek arbitrażu inwestor-przeciw-państwu (tzw. ISDS/ICS)[19][20].
- Zagrożenie dla ochrony praw konsumenckich, m.in. poprzez obniżenie standardów bezpieczeństwa żywności[21][22].

W ramach tej krytyki przywołuje się doświadczenia wynikające z umowy o utworzeniu strefy wolnego handlu NAFTA i jej negatywnego wpływu na sytuację pracowników, rolnictwo, bezpieczeństwo żywności i ochronę środowiska.